# Nkong Meyos II
Pour les articles homonymes, voir Nkong.
Nkong Meyos II est un village de la région du Centre au Cameroun, localisé dans la commune de Ngoumou et le département de la Méfou-et-Akono.

## Population
En 1965, Nkong Meyos II comptait 184 habitants, principalement des Ewondo.
Lors du recensement de 2005, ce nombre s'élevait à 273.